# 2 mai 1917
Le mercredi 2 mai 1917 est le 122e jour de l'année 1917.

## Naissances
- Charles Ravoajanahary (mort en 1996), intellectuel et homme politique malgache
- Olga Alexandrovna Sanfirova (morte le 13 décembre 1944), aviatrice et Héroïne de l'Union soviétique
- Văn Tiến Dũng (mort le 17 mars 2002), général et homme d'État vietnamien

## Décès
- Ernest La Jeunesse (né le 23 juin 1874), homme de lettres et caricaturiste
- Horst Kohl (né le 19 mai 1855), historien et un pédagogue allemand
- Jean Jules Cambos (né le 28 avril 1828), sculpteur français